# جيك واترس
جيك واترس (بالإنجليزية: Jake Waters)‏ هو لاعب كرة قدم أمريكية ولاعب كرة القدم الكندية أمريكي، ولد في 20 مارس 1992 في كونسيل بلوفس في الولايات المتحدة.